# 会沢咲
会沢 咲（あいざわ さき、5月22日 -  ）は、日本の女性声優。三木プロダクションに所属していた。

## 人物・来歴
2015年4月より三木プロダクションに預かり所属。2016年11月、インターネットプロレス放送局であるニコニコプロレスチャンネル主催「ニコプロ女性MCオーディション」に参加。1月4日の「新日本プロレス『戦国炎舞 -KIZNA- Presents WRESTLE KINGDOM 11 in 東京ドーム 』見ながらトーク！！」で合格発表以降、ニコプロMCとしても活動する。
2022年8月からは動画編集者として友野千晶名義でも活動を開始。

## 出演作品

### ゲーム
- リング☆ドリーム　女子プロレス大戦（友野なるみ、リトルデビル鈴木）
- 軍神+召喚アークナイツ（エマ、エアリエル、聖皇女ダビデ）

### ラジオ
- 永井真衣のロリにみえてもお姉さんなんだからねっ！（第18回ゲスト）[5]

### 吹き替え
- エンドレス・フィアー(ディーナ)
- 復讐鬼 マイ・ジャスティス（店員）
- ハンターズ・アドベンチャー(リネット)
- ON AIR 殺人ライブ(ジェシカ・ギンケル）
- スーパーナチュナル　シーズン11　第15話（ジェイス）

### ドラマCD
- 「Chime～はじまりの鐘～」（槍ヶ薙）

### 音声コミック
- 「いけるとこまで」（北山新）

### ナレーション
- ファミリーマート店内CM『リング☆ドリーム 女子プロレス列伝』

### WEBCM
- エーザイ　チョコラBBシリーズ（桃子）

### 舞台
- pika☆kika×人狼 「Trust!?」 Vol.2　(2014年9月28日 - 9月29日)
- pika☆kika×人狼 「Trust!?」 Vol.3　(2014年12月5日 - 12月7日)

### インターネット番組
- 「リング☆ドリームの裏方たちがだべる放送 場外乱闘 オフ会」 (ゲスト)[6]
- 「リングドリームの裏方たちがだべる放送 場外乱闘 大阪秋の陣(ゲスト）」

- 「東京愚連隊興行4.4新宿FACE大会 見ながらトーク！」（2016年12月18日、ニコプロ）
- 「観戦した大会の魅力をプレゼンして視聴者を会場に行きたくさせよう！」（2016年12月27日、ニコプロ）

- 「ニコプロ一週間」（隔週アシスタント）（2017年1月11日 - 、ニコプロ)
- 「ニプ女サミット（仮）」（2017年1月30日 - 、ニコプロ）

その他
- JWP女子プロレス第159回道場マッチ「道場マッチ感謝祭」（リングアナウンサー）
- JWP女子プロレス煽りVナレーション